# 贝加塞尔韦拉
贝加塞尔韦拉，是西班牙卡斯蒂利亚-莱昂莱昂省的一个市镇。 总面积35平方公里，总人口380人（001年），人口密度11人/平方公里。